# نهر سان جاسينتو

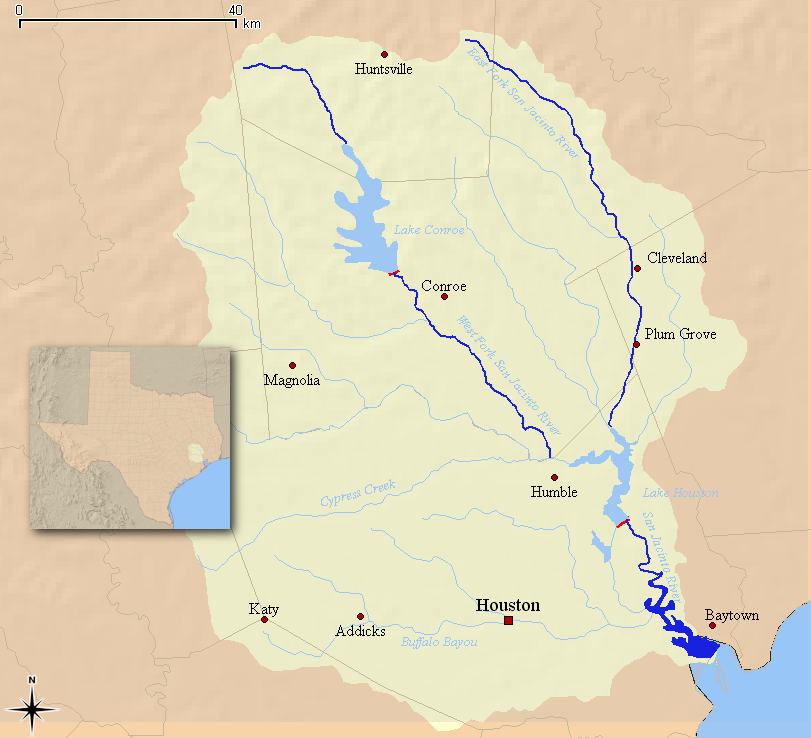
خريطة لنهر سان جاسينتو ومستجمعات المياه المرتبطة به

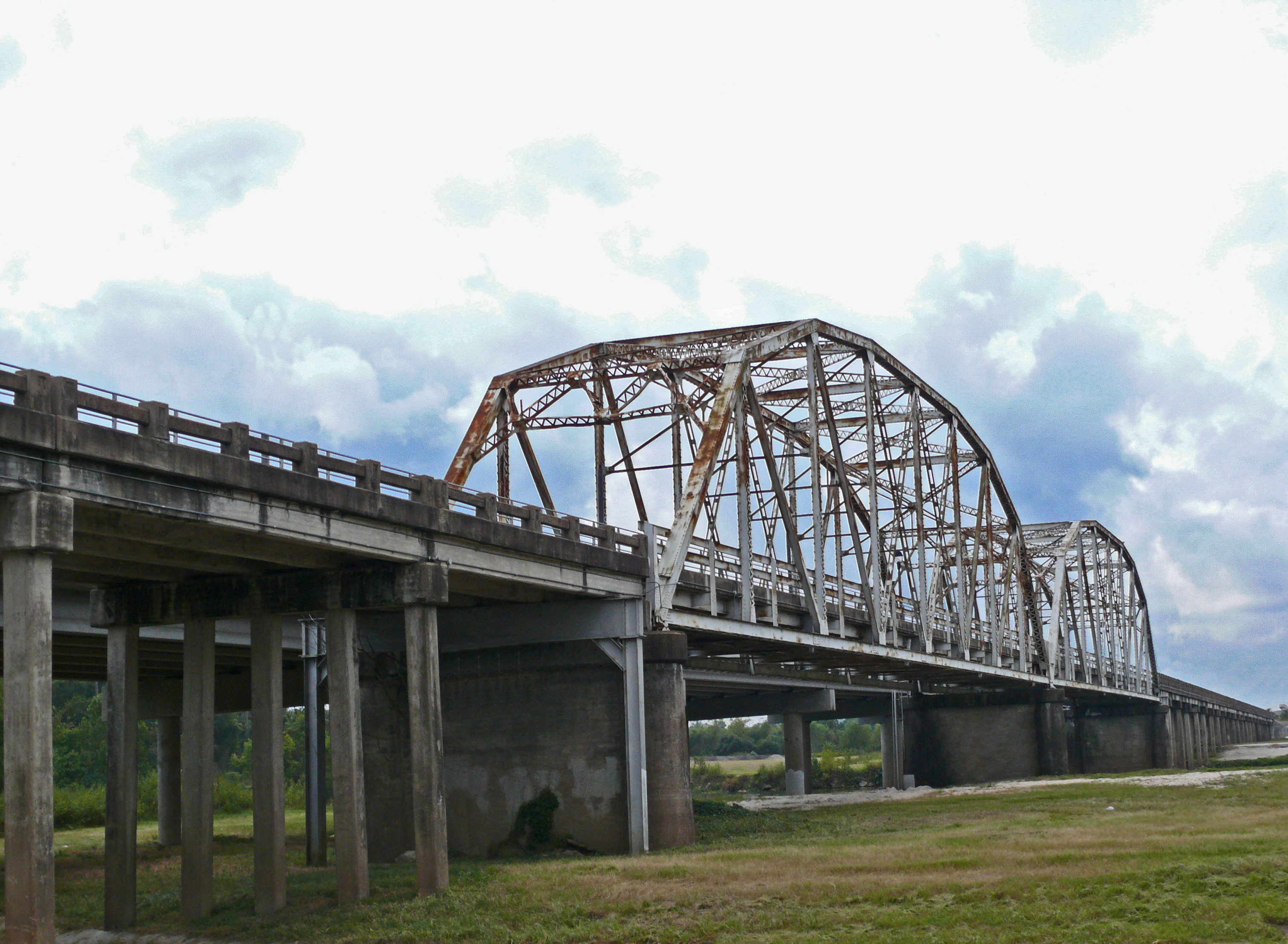
جسر تروس نهر سان جاسينتو القديم - هامبل، تكساس

نهر سان جاسينتو (بالإنجليزية: San Jacinto River) هو نهر يتدفق عبر جنوب شرق تكساس. سمي النهر على اسم القديس صفير. في الماضي ، كانت موطنًا لقبائل شعب كارانكاوا وقبائل أكوكيسا.
يبدأ النهر بالمفترق الغربي والشرقي. حيث يبدأ المفترق الغربي في مقاطعة ووكر، إلى الغرب من هانتسفيل، ويتدفق إلى الجنوب الشرقي عبر مقاطعة مونتغومري، حيث تم بناء سد لتشكيل بحيرة كونرو. يبدأ المفترق الشرقي في مقاطعة سان جاسينتو، على بعد أميال قليلة غرب بحيرة ليفينجستون، ثم يتدفق جنوبًا عبر كليفلاند. يقع المقرن النهري للمفترقين الغربي والشرقي يحدث في شمال شرق مقاطعة هاريس، حيث يتم سد النهر لإنشاء بحيرة هيوستن. ثم يستمر ليندمج مع بوفالو بايو قبل مصب خليج جالفستون، ويشكل جزءًا من قناة هيوستن للسفن.
اندلعت معركة سان جاسينتو بالقرب من بوفالو بايو التي غمرتها الأمطار في ما يعرف الآن بمقاطعة هاريس خلال ثورة تكساس عام 1836. وأدى النصر الحاسم إلى ظهور جمهورية تكساس. حاليا الموقع حديقة تاريخية حكومية. الحديقة هي موقع نصب سان جاسينتو التذكاري.
في أكتوبر 1994، أدت الفيضانات على طول نهر سان جاسينتو إلى فشل ثمانية خطوط أنابيب للمنتجات البترولية، وتقويض عدد من خطوط الأنابيب الأخرى. وحدث إشتعال للمواد المتسربة، مما تسبب في حدوث حالات اختناق بسبب الدخان وإصابات بحروق لـ 547 شخصًا.
في عام 2008، أضافت وكالة حماية البيئة الأمريكية (EPA) حفر نفايات نهر سان جاسينتو إلى قائمة التنظيف لاستجابة بيئية شاملة.
في عام 2017، دمرت الفيضانات المرتبطة بإعصار هارفي الحاجز الوقائي في موقع حفر النفايات في نهر سان جاسينتو، وأطلقت الديوكسينات في النهر. أمرت وكالة حماية البيئة أنترناشبونال بيبر وإدارة النفايات بدفع 115 مليون دولار لتنظيف الموقع الملوث.

## انظر ايضا
- قائمة أنهار الولايات المتحدة
- نهر يورك